# Lac Duluti
Le lac Duluti est un lac de cratère situé dans la Arusha en Tanzanie, à l'extrémité gauche de la branche orientale de la vallée du Grand Rift. Il est situé dans le district de Meru près de la ville de Tengeru et à 14 kilomètres d'Arusha.